# Ginnastica ai Giochi della XXXII Olimpiade - Parallele simmetriche
La finale alle parallele simmetriche alle Olimpiadi di Tokyo 2020 si è svolta all'Ariake Gymnastics Centre il 3 agosto.

## Podio
| Oro          | Argento      | Bronzo        |
| Zou Jingyuan | Lukas Dauser | Ferhat Arıcan |

## Qualificazioni
A causa della regola dei passaporti "two per country", l'accesso alla finale è consentito soltanto a due atleti per nazione.
| Pos. | Ginnasta         | Totale | Qual. |
| ---- | ---------------- | ------ | ----- |
| 1    | Zou Jingyuan     | 16.166 | Q     |
| 2    | Lukas Dauser     | 15.733 | Q     |
| 3    | You Hao          | 15.666 | Q     |
| 4    | Ferhat Arıcan    | 15.566 | Q     |
| 5    | Sam Mikulak      | 15.433 | Q     |
| 6    | Xiao Ruoteng     | 15.400 | —     |
| 7    | Joe Fraser       | 15.400 | Q     |
| 8    | Petro Pakhniuk   | 15.333 | Q     |
| 9    | David Beljavskij | 15.325 | Q     |
| 10   | Daiki Hashimoto  | 15.300 | R1    |
| 11   | Wataru Tanigawa  | 15.241 | R2    |
| 12   | Artur Dalalojan  | 15.233 | R3    |

## Classifica
| Pos.    | Ginnasta         | D Score | E Score | Pen. | Totale |
| ------- | ---------------- | ------- | ------- | ---- | ------ |
| Oro     | Zou Jingyuan     | 6.900   | 9.333   | –    | 16.233 |
| Argento | Lukas Dauser     | 6.700   | 9.000   | –    | 15.700 |
| Bronzo  | Ferhat Arıcan    | 7.000   | 8.633   | –    | 15.633 |
| 4       | You Hao          | 6.900   | 8.566   | –    | 15.466 |
| 5       | David Beljavskij | 6.600   | 8.600   | –    | 15.200 |
| 6       | Sam Mikulak      | 6.400   | 8.600   | –    | 15.000 |
| 7       | Petro Pakhniuk   | 6.100   | 8.433   | –    | 14.533 |
| 8       | Joe Fraser       | 6.100   | 8.400   | –    | 14.500 |